# فلورنتينا لوبيز دي خيسوس
فلورنتينا لوبيز دي خيسوس (بالإسبانية: Florentina López de Jesús)‏ هي رسامة مكسيكية، ولدت في 25 يوليو 1939، وتوفيت في 9 فبراير 2014 في Xochistlahuaca ‏ في المكسيك.